# Mannophryne neblina
Mannophryne neblina är en groddjursart som först beskrevs av Test 1956.  Mannophryne neblina ingår i släktet Mannophryne och familjen Aromobatidae. IUCN kategoriserar arten globalt som akut hotad. Inga underarter finns listade i Catalogue of Life.